# Vanessa Benelli Mosell
Vanessa Benelli Mosell (Prato, 15 novembre 1987) è una direttrice d'orchestra e pianista italiana.

## Biografia
Vanessa Benelli Mosell nasce a Prato il 15 novembre 1987, da padre pratese chirurgo e madre fiorentina di lontane origini alsaziane.
La pianista ha iniziato lo studio del pianoforte a tre anni con Alberto Alinari a Firenze, dimostrando fin da subito delle doti musicali fuori dal comune. L’anno successivo si esibisce in pubblico la prima volta, affermandosi come bambina prodigio. Ha poi frequentato il Mozarteum di Salisburgo nella classe di Boris Bloch ed è stata eccezionalmente ammessa all'Accademia Pianistica Internazionale di Imola all'età di 7 anni, dove ha studiato fino al 2006 con Franco Scala. Nel 2005 ha ottenuto il Diploma d'Onore dall'Accademia Chigiana di Siena.
In seguito viene invitata al Conservatorio di Mosca, dove, per tre anni, è allieva di Mikhail Voskresensky. Nel giugno 2012 si laurea presso il Royal College of Music di Londra sotto la guida di Dmitri Alexeev.
Oltre agli studi pianistici, ha intrapreso lo studio del violino, del canto, di lettura della partitura, di composizione e di direzione d'orchestra.
Ha studiato direzione d’orchestra al Conservatorio della Svizzera Italiana di Lugano con Arturo Tamayo, e successivamente alla rinomata Hochschule für Musik di Weimar sotto la guida di Ekhart Wycik. 
Si è perfezionata con mentori del calibro di Cristian Macelaru, Mikko Franck, Neeme Järvi, Paavo Järvi, Colin Metters, Daniel Harding, Krystjan Järvi, John Axelrod, Uros Lajovic e Günter Neuhold.

## Carriera
Vanessa Benelli Mosell ha debuttato a 4 anni nel suo primo concerto (eseguendo una Sonatina di Clementi), a 9 anni poi il debutto come solista.
A 11 anni Vanessa Benelli Mosell ha debuttato a New York accanto a Pascal Rogé, pianista francese, con la New York Chamber Orchestra presso il “92nd Street Y” di Manhattan, dando inizio a una collaborazione come duo pianistico che li ha portati in tournée in tutto il nord America.
Dai suoi esordi alla Wigmore Hall, alla Tonhalle di Zurigo ed al Lincoln Center di New York, ha suonato in sale da concerto prestigiose come la Berliner Philharmonie, la Laeiszhalle di Amburgo, l’Auditorio Nacional di Madrid, il Palau de la Musica Catalana a Barcelona, l’Auditorio di Saragoza, il Palau de la Musica di Valencia, l’Auditorium di Radio France e l’Auditorium du Louvre a Parigi, l’Auditorium Manzoni di Bologna, la Sala Verdi di Milano, la Dublin National Concert Hall, il Seoul Arts Center, il Muziekgebouw di Amsterdam, Haifa Auditorium, Harbin Grand Theater, Beijing National Center for the Performing Arts, la Royal Festival Hall ed il Kings Place di Londra, La Scala di Milano, il Teatro Regio di Torino, la Salle Poirel di Nancy, il Corum di Montpellier, il Théatre de la Criée di Marsiglia, Schloss Elmau in Baviera, la Glasgow Royal Concert Hall e la Usher Hall di Edimburgo.
Come direttrice ha lavorato con numerose ed importanti orchestre tra le quali il Divertimento Ensemble, la Juni Orchestra dell'Accademia di Santa Cecilia a Roma, la Järvi Academy Sinfonietta, la Klassische Philharmonie Bonn, l'Orchestra Sinfonica Accademica Giovanile dell'Ucraina, la Leipziger Symphonieorchester, la Lithuanian State Symphony Orchestra (LVSO), la Witold Lutoslawsky Chamber Philharmonic, la Dubrovnik Symphony Orchestra e la Wiener KammerOrchester dirigendo la prima esecuzione austriaca di Incanto (2001) per orchestra, di Eric Tanguy. Nel 2019 è stata finalista al Mawoma European Conducting Competition - Maestra Women a Vienna. Dopo il suo tour di debutto come direttrice alla guida della Klassische Philharmonie Bonn nel Febbraio/Marzo 2022 dirigendo nelle più prestigiose sale della Germania, tra le quali la Konzerthaus di Berlino, la Liederhalle di Stoccarda e la Leaiszhalle di Amburgo, è stata immediatamente reinvitata a dirigere nella stagione 23/24. Nel 2023 è stata selezonata da Paavo Järvi per prendere parte come Active Conductor alla Järvi Conducting Academy a Parnu e Tallinn.
Fra gli impegni più importanti delle stagioni scorse, vi sono i debutti al Teatro alla Scala di Milano ed al Teatro Regio di Torino per il festival MiTo; recital solistici al Muziekgebouw Amsterdam ed al Seoul Arts Center in Corea de Sud; il debutto alla National Concert Hall di Dublino in Irlanda con la RTE, nei concerti di Rachmaninov e George Benjamin; la collaborazione cameristica in duo con il violinista russo Vadim Repin; una vasta tournée in Cina con debutti solistici presso il National Centre for the Performing Arts di Pechino, Harbin Grand Theater ed il Guotai Arts Center di Chongqing, fra gli altri; esibizioni presso la Salle Gaveau, nel primo Concerto di Chopin con l’Orchestra Pasdeloup, ed il recital di presentazione del suo album di Rachmaninov presso la Salle Cortot di Parigi.
Altri recenti appuntamenti hanno incluso concerti con l’Orchestra del Teatro Comunale di Bologna, l’Orchestra del Teatro Regio di Torino, l’Orchestre Philharmonique de Strasbourg, la Royal Philharmonic Orchestra, l’Orchestre National de Lyon, i Munchner Symphoniker, la Zurich Chamber Orchestra, la Edmonton Symphony, la Flint Symphony, la Israel Camerata, la Jerusalem Symphony ed i Solisti di Mosca, con i quali ha sostituito Martha Argerich come solista.
La stagione 2018-19 ha visto Vanessa Benelli Mosell tenere debutti con prestigiose orchestre, fra le quali, la Royal Scottish National Orchestra suonando il Concerto in Sol di Ravel; il debutto alla Royal Festival Hall, Southbank Centre di Londra con la London Philharmonic, dove ritorna dopo soli tre mesi per un concerto nell’ambito dello Stockhausen Festival 2019 presso la Royal Festival Hall. Ha interpretato nuovamente il concerto di Ravel al Festival Al-Bustan di Beirut ed inaugurato il Festival di musica contemporanea “Présènces 2019” presso l’Auditorium di Radio France a Parigi.
La Benelli Mosell è rinomata a livello mondiale per le sue performance dei Klavierstuecke di Stockhausen. A seguito di una sua registrazione dei Klavierstuecke I-IV, viene invitata dal compositore in persona a studiare con lui, il quale sostiene che Vanessa abbia “il potere di far apprezzare la mia musica”. Da quello stesso momento fino alla scomparsa di Karlheinz Stockhausen, la Benelli Mosell lavora a stretto contatto con il famoso compositore ricevendo grande apprezzamento per le sue interpretazioni. Divenendo una figura di riferimento nella musica di Stockhausen, la Benelli Mosell ha successivamente collaborato con eminenti compositori contemporanei fra i quali Karol Beffa, George Benjamin, Hugues Dufourt, Stefano Gervasoni, Martin Matalon, Olga Neuwirth, Claire-Melanie Sinnhuber e Marco Stroppa.
È anche un’appassionata camerista e si è esibita al fianco di Renaud e Gautier Capuçon, Vadim Repin, Massimo Quarta, Daishin Kashimoto, Julian Rachlin, Radovan Vlatkovich ed insieme al suo frequente partner il violoncellista francese Henri Demarquette con il quale ha pubblicato l’album “Echoes”, una giustapposizione di opere di Philip Glass e Sergei Rachmaninov per DECCA Classics.
Il suo debutto discografico, Introducing Vanessa Benelli Mosell, nel 2011, è stato subito seguìto dal suo secondo CD, Liszt Recital, per Brilliant Classics.
Dal maggio 2015, incide in esclusiva con DECCA Classics per la quale ha al suo attivo cinque album, fra cui [R]evolution, seguito da LIGHT nel 2016, il debutto discografico con la London Philharmonic, l'album ECHOES nel 2018 fino alla più recente incisione dei Preludi di Claude Debussy suscitando grande plauso della critica internazionale.
Vanessa Benelli Mosell è una "Steinway Artist".

## Premi e riconoscimenti
- Nel 2004 Yuri Bashmet le ha conferito l'Elba Festival Prize invitandola regolarmente a suonare sotto la sua direzione[13].
- Nel 2011 ha ricevuto il primo premio del Festival Pietrasanta in Concerto come talento italiano emergente dove ha suonato diretta da Michael Guttman[14].

## Discografia
- Benelli Mosell, (R)evolution. Musiche di Karlheinz Stockhausen, Karol Beffa, Igor Stravinsky - Vanessa Benelli Mosell, 1 giugno 2015 - Decca[15]
- Rachmaninov, Conc. pf. n. 2/Variazioni Corelli - Benelli Mosell/Karabits/LPO, 24 febbraio 2017 - Decca[16]
- Scriabin Stockhausen, Light - Vanessa Benelli Mosell, 2016 Decca[17]
- Claude Debussy - Vanessa Benelli Mosell, 24 novembre 2017 - Decca
- Echoes - Vanessa Benelli Mosell, Henri Demarquette, 2018 - Decca